# Sfera di Dyson

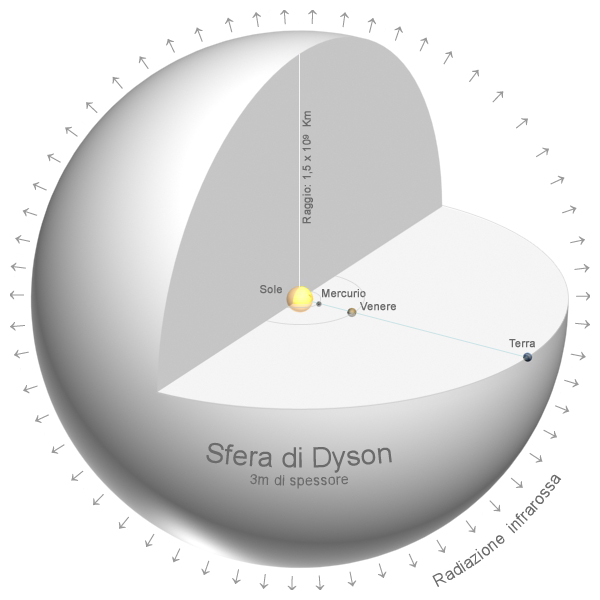
Uno spaccato di uno scudo di Dyson ideale - una variante dell'originale sfera di Dyson - con un raggio di 1 UA

Una sfera di Dyson è un'ipotetica enorme struttura di rivestimento che potrebbe essere applicata attorno ad un corpo stellare allo scopo di catturarne l'energia. È stata teorizzata dal fisico britannico Freeman Dyson.

## Storia
Nel suo articolo Search for Artificial Stellar Sources of Infrared Radiation ("Ricerca di sorgenti stellari artificiali di radiazione infrarossa"), pubblicato nel 1960 sulla rivista Science, Dyson teorizzò che delle società tecnologicamente avanzate avrebbero potuto circondare completamente la propria stella natia per poter massimizzare la cattura di energia proveniente dall'astro. Rinchiusa così la stella, sarebbe possibile intercettare tutte le lunghezze d'onda del visibile per inviarle verso l'interno, mentre tutta la radiazione non utilizzata verrebbe mandata all'esterno sotto forma di radiazione infrarossa.
Da ciò consegue che un possibile metodo per cercare civiltà extraterrestri potrebbe essere proprio la ricerca di grandi fonti di emissione infrarossa nello spettro elettromagnetico.

## Modello
Una sfera di Dyson è una sfera di origine artificiale e di raggio pari a quello di un'orbita planetaria. La sfera consisterebbe di un guscio di collettori solari o di habitat posti attorno alla stella. Questo, oltre ad essere un modo per raccogliere un'enorme quantità di energia, permetterebbe di creare uno spazio vitale immenso.
La proposta originaria prevedeva che avrebbero dovuto esserci collettori solari posizionati intorno a tutta la stella, per assorbire la luce stellare, ma non presumeva che questi collettori avrebbero potuto costituire un guscio continuo. Piuttosto, il guscio sarebbe consistito di strutture orbitanti indipendenti, ossia un numero complessivo di oggetti superiore a 10.000 e distribuiti lungo uno spessore radiale di un milione di chilometri.

### Cervello Matrioska
Una variante della sfera di Dyson è il cervello Matrioska (Matrioshka Brain), in cui la struttura viene ripetuta in più sfere concentriche, di cui ciascuna sfrutta l'energia ancora utilizzabile dispersa all'esterno dalla sfera più interna.

## Sfera di Dyson nel sistema solare
Una sfera di Dyson posta nel sistema solare, con un raggio di 1 UA (cioè la distanza media fra Terra e Sole, pari a circa 149600000 km), avrebbe come minimo una superficie pari a 2,72×1017 km², all'incirca 600 milioni di volte l'area della superficie della Terra. Il Sole emette una potenza energetica dell'ordine di 4×1026 W, della quale la maggior parte potrebbe essere disponibile per un'utilizzazione pratica.
Dyson originariamente calcolò che ci sarebbe abbastanza materia nel sistema solare per creare un guscio dello spessore di almeno tre metri, ma aveva sovrastimato l'ammontare del materiale, poiché la maggior parte di ciò che si può reperire e teoricamente utilizzare nel sistema solare è composto da idrogeno ed elio, inutilizzabili come materiale da costruzione (almeno al livello tecnologico attuale). Questi elementi potrebbero eventualmente subire un processo di fusione nucleare che li converta in elementi più pesanti, ma ciò presupporrebbe una civiltà in grado di padroneggiare la fusione nucleare per la sintesi di elementi chimici, ovvero di controllare lo stesso processo che permette alle stelle di produrre energia.

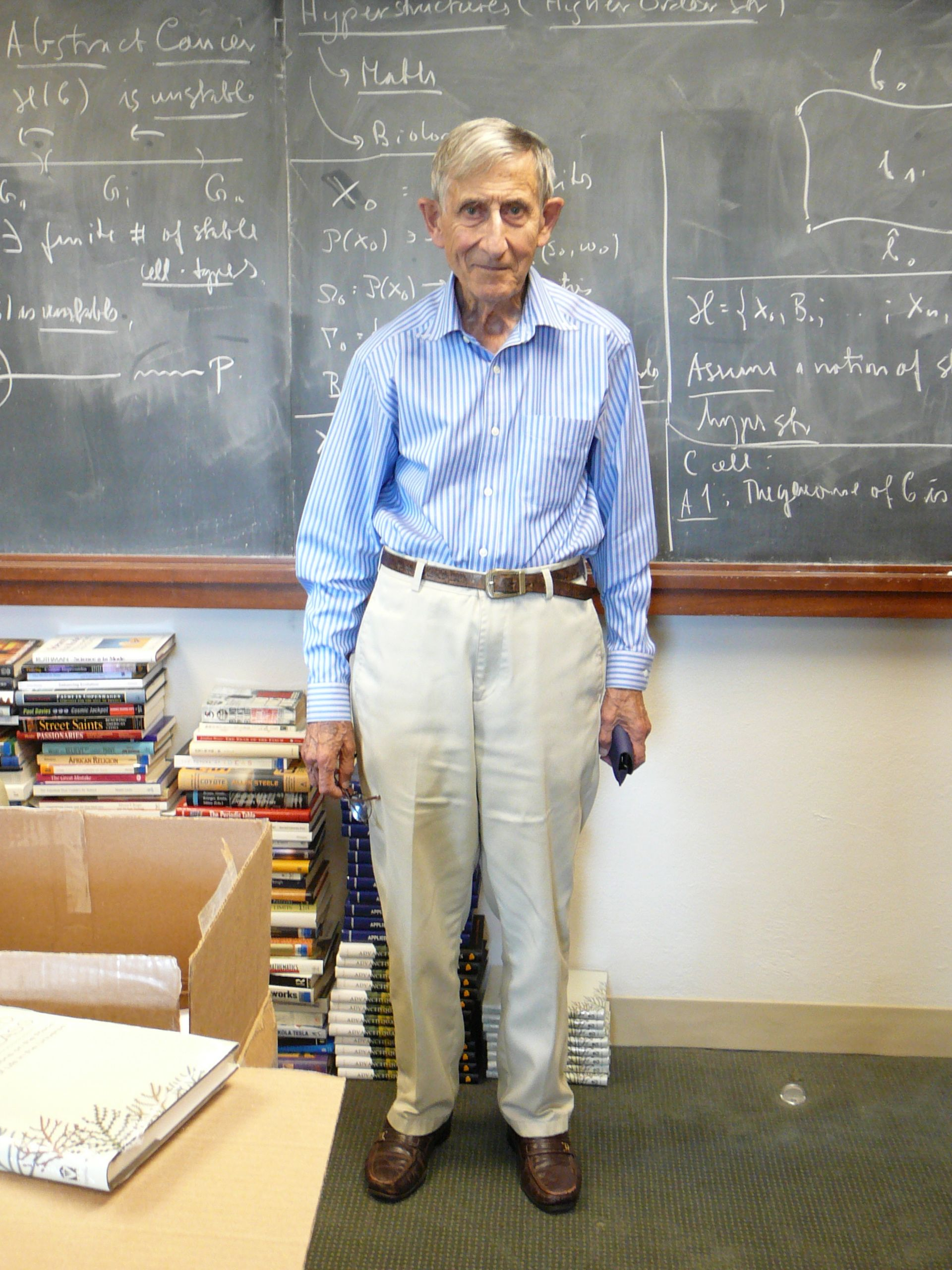
Freeman Dyson nel 2007

Se si presuppone che solo gli elementi più pesanti dell'elio siano utilizzabili, allora i pianeti interni sarebbero quasi interamente utilizzabili, così come la fascia asteroidale.
| Oggetto astronomico | Massa (1024 kg)[4] |
| ------------------- | ------------------ |
| Mercurio            | 0,33022            |
| Venere              | 4,8690             |
| Terra               | 5,8742             |
| Luna                | 0,0735             |
| Marte               | 0,64191            |
| Asteroidi           | circa 0,002        |
| Totale              | 11,78733           |
C'è incertezza riguardo all'utilizzabilità dei pianeti esterni: Giove e Saturno sono costituiti principalmente da idrogeno ed elio, con circa lo 0,1% di altri elementi; riguardo a Giove e Saturno, si presume che abbiano un nucleo roccioso di massa rispettivamente all'incirca 10-15 e 3 volte la massa totale della Terra. Urano e Nettuno sembrano principalmente fatti di roccia e ghiaccio, con circa il 15% di idrogeno, quindi una stima approssimativa dovrebbe considerare circa il 50-70% di massa utilizzabile. Plutone dovrebbe attestarsi attorno all'80% di massa utilizzabile.
| Oggetto astronomico            | Massa (1024 kg) | Massa utilizzabile (1024 kg, stima approssimativa)[4][5] |
| ------------------------------ | --------------- | -------------------------------------------------------- |
| Giove                          | 1898,8          | 58                                                       |
| Saturno                        | 568,41          | 17                                                       |
| Urano                          | 86,967          | 43                                                       |
| Nettuno                        | 102,85          | 51                                                       |
| Plutone                        | 0,0129          | 0,01                                                     |
| Oggetti della Fascia di Kuiper | circa 0,02      | 0,016                                                    |
| Totale                         | 2657,06         | circa 170                                                |
Il sistema interno contiene abbastanza materiale utilizzabile per una sfera di Dyson. Se si assume un raggio di 1 UA, ci sarebbero circa 42 kg/m² sulla sfera. Questo è probabilmente un numero troppo basso perché sia realistico costruire una massiccia sfera di Dyson di tipo II, ma probabilmente abbastanza per costruirne una di Tipo I che invece ha la massa concentrata negli habitat e in cui la maggior parte delle superfici è costituita da vele solari e recettori. Con materiale extra proveniente da sistemi esterni — circa 600 kg/m² — si avrebbe abbastanza materiale per costruire una sfera più pesante (se fosse tutta di ferro, dovrebbe essere spessa circa 8 centimetri, e se fosse di diamante circa 20 centimetri).

## Interpretazione nella letteratura fantascientifica
Molti scrittori di fantascienza hanno interpretato questo concetto visualizzandolo piuttosto come un guscio solido che racchiude completamente la stella e che di solito presenta una superficie interna abitabile, impadronendosi del termine "sfera di Dyson" per utilizzarlo in numerosi romanzi. La prima apparizione di questa interpretazione sembra essere quella del romanzo di Robert Silverberg La civiltà degli eccelsi (Across a Billion Years, 1969), ritrovandola identica nel romanzo La sfera di Dyson (The Starless World, 1978) di Gordon Eklund ispirato alla serie classica di Star Trek e nel romanzo La sfera spezzata (Shattered Sphere, 1994) di Roger MacBride Allen. I problemi di questa interpretazione sono due: il materiale per la costruzione della sfera dovrebbe essere resistentissimo, molto più di qualunque cosa esistente o anche immaginata fino ad oggi; inoltre, la forza di gravità della stella agente sulla sfera avrebbe una media di zero: come risultato la sfera si comporterebbe come se la stella non esistesse, andando quindi tenuta in posizione da razzi o altri dispositivi per non "volare via" (e sbattere contro la stella con la parete interna).
L'idea è ripresa anche ne "L'orbita di metallo", titolo originale "Spinneret", romanzo di Timothy Zahn del 1985.
Dyson stesso, del resto, ha ammesso che l'ispirazione originale gli era venuta dal romanzo di fantascienza Il costruttore di stelle (The Star Maker) di Olaf Stapledon, scritto nel 1937. Stapledon, a sua volta, potrebbe aver avuto l'idea da J. D. Bernal, anch'egli fonte diretta di ispirazione per Dyson. Bernal descrisse alcune colonie spaziali sferiche in The World, the Flesh, and the Devil del 1929.

## Nella cultura di massa
Varie opere di fantascienza includono la rappresentazione di una sfera di Dyson:
- Il naufrago del tempo (Relics), episodio della serie tv Star Trek: The Next Generation (sesta stagione), 1992
- In Rosetta, episodio della serie tv Star Trek: Discovery (quarta stagione), compare una sfera di Dyson in un sistema stellare abbandonato da una civilta molto avanzata.
- Nell'anime e manga Yu-Gi-Oh! Zexal è presente una carta numero chiamata Numero 9: Sfera Dyson.
- Il pianeta dell'abisso, quinto albo della miniserie a fumetti Gregory Hunter edito da Bonelli Editore.
- Nella serie videoludica di Halo, i pianeti-scudo dei "Precursori" utilizzano lo stesso concetto; in Halo Wars, la nave Spirit of Fire entra dentro uno di questi corpi celesti e poi ne esce ruotando intorno ad un corpo interno simile a una stella, per sfuggire all'attrazione gravitazionale; in Halo 4 la UNSC Infinity entra in un altro pianeta scudo chiamato Requiem.
- Nel videogioco Mass Effect 2, il Geth Legion afferma che il fine ultimo scelto dalla specie di sintetici è la creazione di una sfera di Dyson in cui poter accumulare tutti i membri della propria specie.
- Nel videogioco Stellaris, nell'espansione "Utopia" la Sfera di Dyson è una delle megastrutture edificabili.
- Nel videogioco Destiny, il Viaggiatore, la macchina che dà i poteri ai guardiani e che permette di terraformare, modificare la materia e lo spazio è una sfera di Dyson a più strati costruita probabilmente intorno a una singolarità.
- Nel videogioco Dyson Sphere Program, un gioco incentrato sulla creazione di una rete di produzione interstellare e con come obiettivo finale la costruzione di una sfera di Dyson.
- Nel Marvel Cinematic Universe, lo scenografo Dan Hennah descrive il regno di Múspellsheimr come una sfera di Dyson costruita intorno a una stella morente.
- Nel videogioco Dyson Sphere Program, il compito del giocatore è costruire una sfera di Dyson per alimentare un nuovo supercomputer.
- Nel film Moonfall (2022) diretto da Roland Emmerich, la luna è in realtà una sfera di Dyson edificata da una avanzatissima civiltà aliena prima della formazione del sistema solare, ed ha portato la vita umana sulla terra
- Nel telefilm The Umbrella Academy viene creata dai protagonisti una sfera di Dyson per contenere il Kugelblitz
- Nel film dell'MCU Avengers Infinity War, Thor si reca a Nidavellir, uno dei Nove Regni, abitato dai Nani, costruttori delle più potenti armi Asgardiane. In questo luogo l'energia di una stella morente viene imbrigliata e incanalata attraverso una sfera di Dyson per poter attivare un'enorme fucina di fusione dei metalli.

### Saggi
- F. J. Dyson, Search for Artificial Stellar Sources of Infrared Radiation, Science, vol. 131, pp. 1667–1668, 1960.
- F. J. Dyson, The Search for Extraterrestrial Technology, in Perspectives in Modern Physics (Saggi in onore di Hans Bethe), R.E. Marshak (Editor), John Wiley & Sons, New York, 1966

### Romanzi
In ordine cronologico di pubblicazione:
- J.D. Bernal, The World, the Flesh, and the Devil, 1929
- Olaf Stapledon, Il costruttore di stelle (The Star Maker, 1937), Longanesi
- Robert Silverberg, La civiltà degli eccelsi (Across a Billion Years, 1969), Editrice Nord
- Bob Shaw, Sfera orbitale (Orbitsville, 1975), Cosmo Argento n. 55, Editrice Nord (primo romanzo del Ciclo di Orbitsville)
- Gordon Eklund, La sfera di Dyson (The Starless World, 1978), Mondadori (romanzo della serie classica di Star Trek)
- Michael Jan Friedman, Il naufrago (Relics, 1992), Fanucci 1997 (trasposizione letteraria dell'episodio omonimo della serie TV Star Trek: The Next Generation)
- John C. Write, L'età dell'oro, Phoenix, La luce della trascendenza
- Roger MacBride Allen, La sfera spezzata (The Shattered Sphere, 1994), 1998, Urania Suppl. al 1342, Mondadori
- Eric Nylund, Halo: I Fantasmi di Onyx (Ghosts of Onyx, 2006), 2009, Multiplayer.it Edizioni
- Karen Traviss, Halo: Glasslands 2012, Multiplayer.it Edizioni